# Olula de Castro
Olula de Castro est une commune de la province d'Almería, Andalousie, en Espagne.

## Géographie

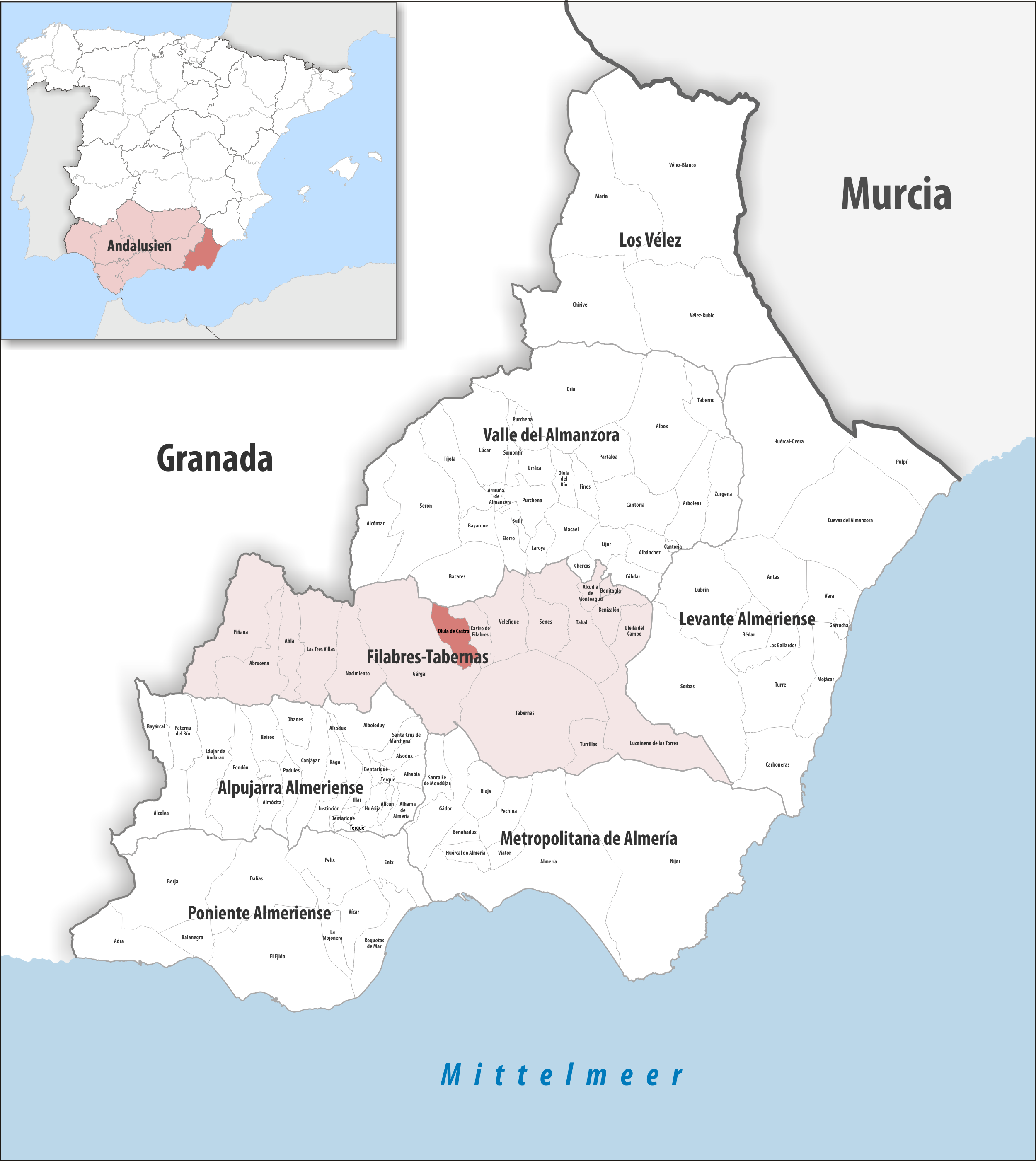
Olula de Castro dans la comarque Filabres-Tabernas, province d'Almería / en Andalousie

### Localisation
La commune de Olula de Castro se trouve dans le sud-est de l'Espagne, vers le centre-ouest de la province d'Almería et vers le centre-nord de la comarque Filabres-Tabernas.
Tabernas est à 27 km sud-sud-est ;
Almería à 50 km sud ;
Madrid à 518 km nord-nord-ouest ;
Gibraltar à 389 km ouest-sud-ouest (distances par route).

## Histoire

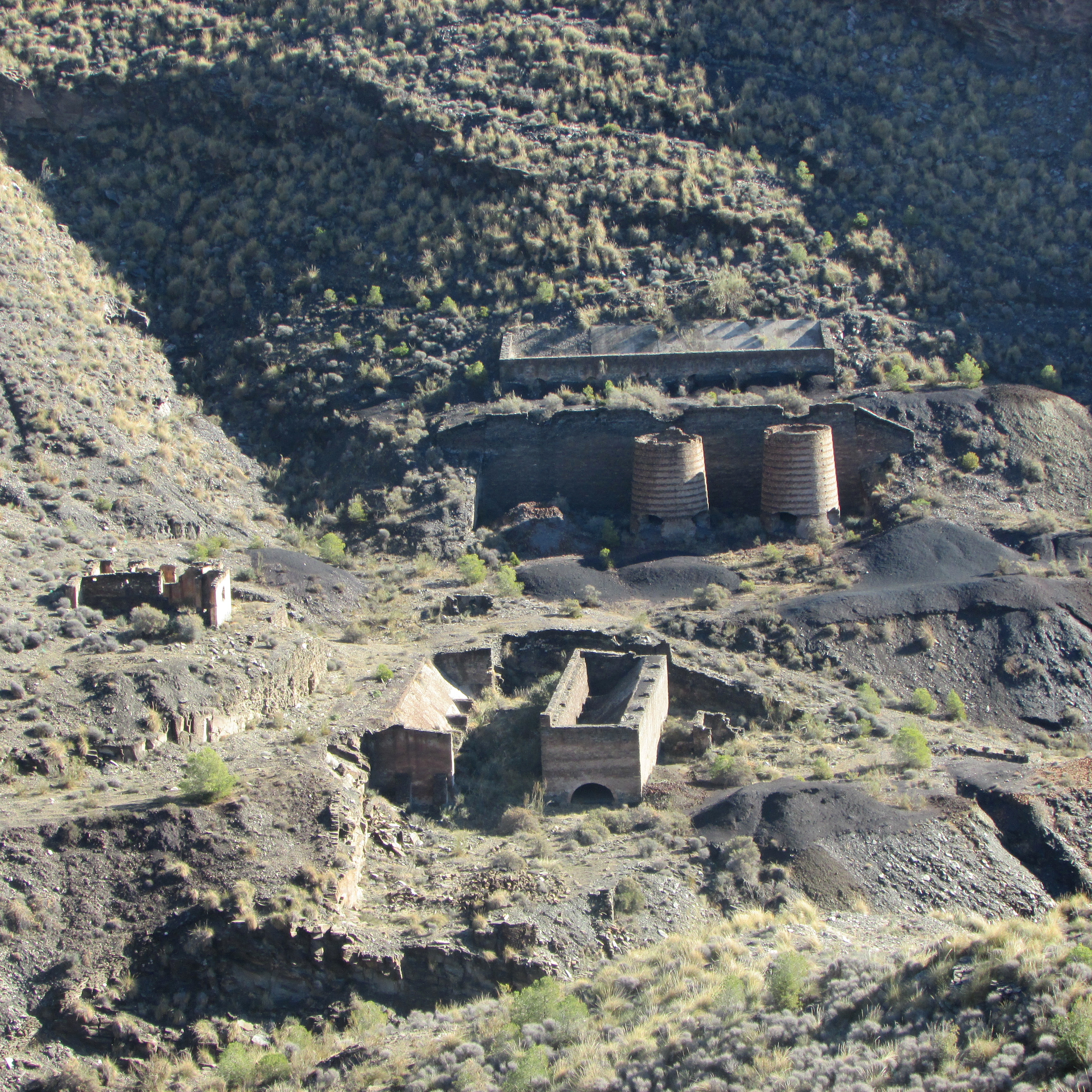
Mines de Arroyo Verdelecho

## Économie
Vin de pays Desierto de Almería
La commune fait partie de la zone couverte par l'appellation « vin de pays » (es) (Vino de la Tierra) Desierto de Almería (es),
une indication géographique réglementée en 2003. 14 communes en font partie, toutes dans la province d'Almería : 
Alcudia de Monteagud, 
Benitagla,
Benizalón, 
Castro de Filabres, 
Lubrín, 
Lucainena de las Torres, 
Olula de Castro, 
Senés, 
Sorbas, 
Tabernas, 
Tahal, 
Turrillas, 
Uleila del Campo,
Velefique.